# 安格斯·库珀
安格斯·库珀（英語：Angus Cooper，1964年5月7日—），新西兰男子田径运动员。他曾代表新西兰参加1990年和1994年英联邦运动会田径比赛，其中1990年英联邦运动会获得一枚铜牌。